# A geopolitika alapjai. Oroszország geopolitikai jövője

Európa és Ázsia az eurázsionista politikai mozgalom szemszögéből. Földrajzilag a térkép egésze Eurázsiát ábrázolja

Alekszandr Geljevics Dugin A geopolitika alapjai. Oroszország geopolitikai jövője (Основы геополитики: геополитическое будущее России) című geopolitikai műve 1997-ben jelent meg Oroszországban és nagy sikert aratott a katonai és külpolitikai elit köreiben is. Az orosz vezérkari akadémián tankönyvként is használják. A könyv nyomán jelentős orosz politikusok is nagy érdeklődéssel fordultak az ultranacionalista és neofasiszta nézeteket hangoztató szerző felé.

Oroszország területi növekedése 1613 és 1914 között

A könyv jelentős hatással lehetett Putyin elnök politikájára, az orosz–grúz háborúra, illetve Ukrajna 2022-es megtámadására.
A kötet szerkesztésében részt vett Leonyid Grigorjevics Ivasov vezérezredes, az orosz védelmi minisztérium nemzetközi osztályának akkori vezetője is, aki azonban a 2021–2022-es orosz–ukrán krízis idején, még a háború kirobbantása előtt élesen szembefordult Putyin politikájával és az elnök lemondását követelte.

## Tartalma

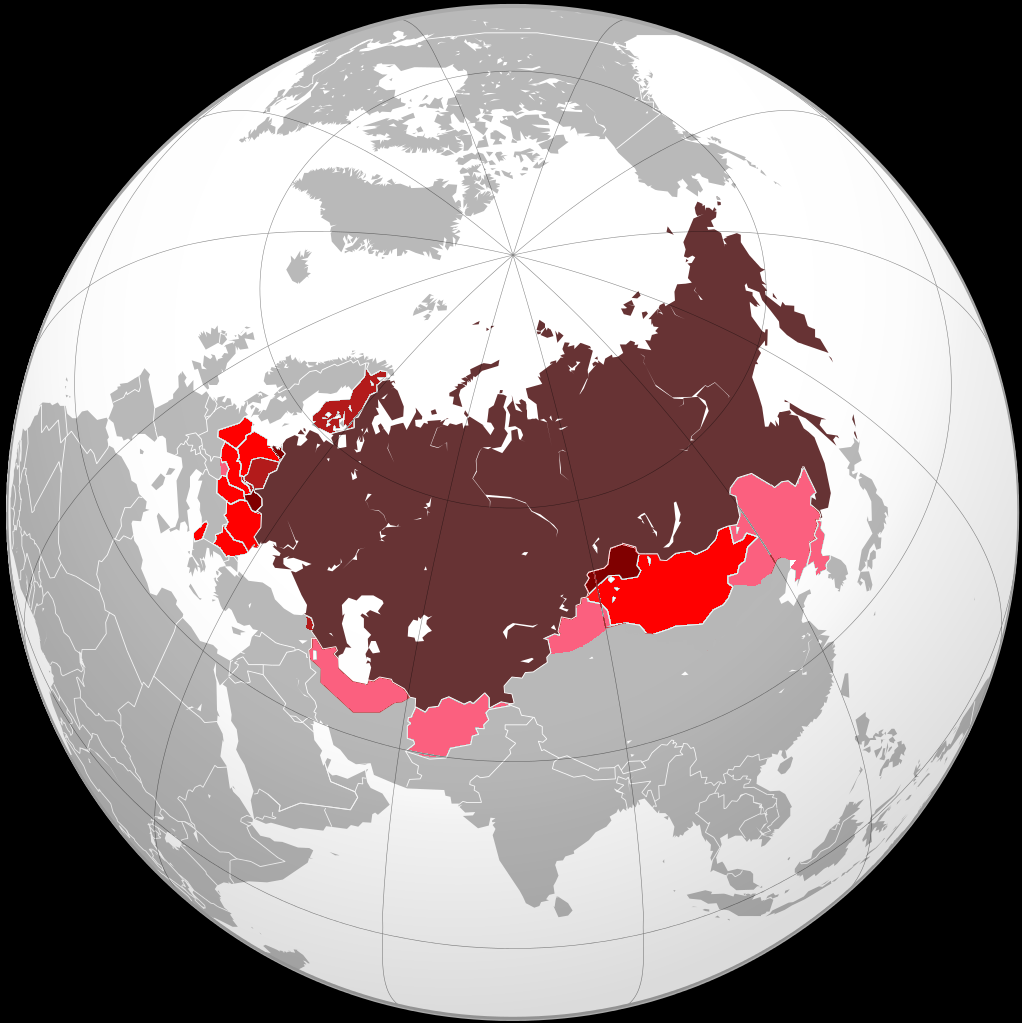
Az Eurázsia-koncepció és Oroszország, illetve a Szovjetunió területének alakulása
A Szovjetunió 1945-ben
Szovjet területek, amelyek soha nem voltak az Orosz Birodalom részei: Tuvai Autonóm Szovjet Szocialista Köztársaság, Kalinyingrádi terület, Kárpátalja, Lvivi terület, Ivano-frankivszki terület, Ternopili terület Ukrajna nyugati részén, és a Kuril-szigetek déli része)
Az Orosz Birodalom által elfoglalt további területek: (Finn Nagyhercegség és a Kongresszusi Lengyelország)
A szovjet befolyás alatti területek maximális kiterjedése, 1955 (Varsói Szerződés, Mongólia és Észak-Korea)
Az Orosz Birodalom maximális kiterjedése Alaszka eladása után, 1867, illetve szovjet kísérletek a befolyási övezet helyreállítására (Irán elleni brit–szovjet invázió, Hszincsiang, Mandzsúria)

Dugin geopolitikájában Oroszországnak az egyesült Európával szövetségben kell szembefordulnia az Egyesült Államokkal, az atlantizmussal és a globalizációval. „Az új kontinentális szövetségnek vagy egész Európát magába kell foglalnia az Atlanti-óceánig, valamint Eurázsia déli partvidékének néhány nagyon fontos szektorát – Indiát, Iránt, Indokínát stb., vagy biztosítania kell ezeknek a térségeknek a baráti sernlegességét, azaz ki kell vonni őket az atlantizmus kontrollja alól.”
Dugin az alapvető geopolitikai különbséget és ellentétet az atlanti és az eurázsiai, a tengeri és a szárazföldi hatalmak között látja. Benjamin R. Teitelbaum szélsőjobboldali ideológushoz hasonlóan úgy véli, hogy az Amerikai Egyesült Államok vezette tengeri hatalmak kozmopoliták és rombolják a hagyományos értékeket, a szárazföldi társadalmak viszont hagyományőrzőek és összetartóak. Dugin felhív az Egyesült Államok befolyása ellen minden eszközzel folytatandó harcra és egy eurázsiai szövetség létrehozására Oroszországgal az élen.
Leszögezi, hogy a Szovjetuniónak a hidegháborúban elszenvedett vereségével a harc nem ért véget, Oroszország továbbra is az Amerika-ellenes, burzsoá-ellenes forradalom vezető ereje lehet. Az eurázsiai birodalmat a közös ellenség elve alapján kell felépíteni: el kell utasítani az Egyesült Államok vezető szerepét és a liberális értékeket.
Síkraszáll az orosz titkosszolgálatok által szervezett átfogó és mély diverziós, destabilizációs és dezinformációs kampányainak szükségessége mellett. A küzdelem során keményen alkalmazni kell az orosz földgáz, kőolaj és más természeti kincsek fegyverét nyomás gyakorlására. Egész Európát „finlandizálni” kell.
Oroszországnak újra birodalmat kell építeni, enélkül Oroszország nem maradhat fenn. „A geopolitikai koncepció magja az orosz nép, amely a teljes értékű és stabil politikai szubjektum valamennyi ismérvével rendelkező történelmi közösség... Az orosz nép, sok más néptől eltérően, mint sajátszerű civilizáció letéteményese alakult ki, mely egy eredeti és teljes értékű világtörténelmi jelenség valamennyi megkülönböztető jegyével rendelkezik. Az orosz nép az a civilizációs konstans, mely nem egy, hanem sok állam megteremtésének tengelyéül szolgált... Az orosz nép kétségkívül a messianisztikus népek közé tartozik.”
Dugin könyvében részletesen kifejti, hogy egyes eurázsiai területeknek és országoknak milyen rend szerint kellene betagozódnia az új orosz birodalomba. 

### Európa
- Németországgal Oroszországnak szoros szövetséget, Moszkva–Berlin tengelyt kell kiépítenie azzal, hogy a stratégiai elsőbbség ezen belül Oroszországé. Az orosz nyersanyagok és a német ipar természetes kiegészítői egymásnak. Németországnak vissza kell adni az egykori Kelet-Poroszországot, a mai Kalinyingrádi területet, és létre kell hozni de facto politikai dominanciáját Közép- és Kelet-Európa protestáns és katolikus népei felett. (Magyarország is ebbe a csoportba tartozna.)[12]
- Franciaországot az anti-atlantista tradíció alapján ösztönözni kell szoros szövetség létrehozására Németországgal.[12]
- Az Egyesült Királyságot, mint az Egyesült Államok tengeri bázisát, teljesen le kell választani Európáról.[12]
- Finnországot be kell kebelezni Oroszországba a Balti-tenger feletti közvetlen ellenőrzés céljából. Déli része Karéliához, északi része a Murmanszki területhez csatlakozhatna.[12]
- Észtország a német befolyási övezet része lenne.[12]
- Lettország és Litvánia különleges státuszt kaphatna az orosz birodalmon belül.[12]
- Belarusz és Moldova Oroszország része kell legyen.[12]
- Lengyelország német befolyás alatt kaphatna speciális státuszt.[12]
- Románia, Észak-Macedónia, Szerbia, a Bosznia-hercegovinai Szerb Köztársaság és Görögország – mint az ortodox kereszténység részei – a „Moszkva a harmadik Róma” elmélet jegyében Moszkvához csatlakozna.[12]
- Ukrajna függetlenségét fel kell számolni, mivel ennek az országnak nincs geopolitikai értelme, kulturális, földrajzi vagy etnikai karaktere, viszont nagy veszélyt jelent Eurázsia számára. Az ukrán probléma megoldása nélkül nincs értelme orosz birodalomról, kontinentális politikáról beszélni.[12] Ukrajnát fel kell osztani három részre: keleti a Dnyeper balparti részei közvetlenül Oroszországhoz kerülnek, középső, Dnyeper jobbparti, kijevi részei bizonyos autonómiát kaphatnának, nyugati, katolikus részei pedig a német befolyás alatt álló közép-európai államokhoz kerülhetnének. „A Fekete-tenger partvidékén az orosz geopolitika abszolút imperativusza Moszkva totális és semmivel sem korlátozott kontrollja annak teljes hosszán – az ukrántól az abház területekig”.[16]

### Közel-Kelet és Közép-Ázsia
Dugin hangsúlyozza a kontinentális orosz és iszlám civilizációk közötti szövetség fontosságát, aminek alapja az anti-atlantista stratégia.
- Irán kulcsfontosságú szövetséges, a Moszkva-Teherán tengely tagja.[12]
- Örményország szerepe speciális: az örmények árja nép, mint az irániak és a kurdok, szövetséget kell alkotni belük.[12]
- Azerbajdzsánt fel kell osztani vagy Iránnak kell adni.[12]
- Grúziát fel kell osztani, Abháziát és Dél-Oszétiát Oroszországhoz kell csatolni (azóta ez megtörtént, 2008-ban az orosz–grúz háború nyomán).[12]
- Oroszországnak geopolitikai sokkot kell provokálnia Törökországon belül a kurdok, örmények és görögök segítségével az uralkodó rendszer megdöntése érdekében.[12]
- A Kaukázus és a Kaszpi-tenger északi és keleti partjai mind Oroszországhoz kell tartozzanak, beleértve a közép-ázsiai köztársaságokat (Kazahsztán, Türkmenisztán, Üzbegisztán, Kirgizisztán és Tádzsikisztán).[12]

### Kelet- és Délkelet-Ázsia
- Dugin Kínát könyvében Oroszország számára rendkívül veszélyes geopolitikai és ideológiai ellenségként kezeli és megjósolja bukását. Oroszországnak le kell bontania Kínát, először a Tibet–Hszincsiang–Belső-Mongólia–Mandzsúria biztonsági övezetet kell megszereznie.[1] Cserébe Kína számára déli irányú terjeszkedési lehetőséget kell felkínálni.[12]
- Japán számára fel kell ajánlani a Kuril-szigeteket, ha ezzel Amerika-ellenes pályára lehet állítani az ország politikáját.[12]
- Mongóliát be kell vonni a eurázsiai birodalomba.[12]

### Egyesült Államok, Kanada
Dugin a fő ellenségként az Egyesült Államokat határozza meg. Ellene minden eszközzel küzdeni kell, világszerte támogatni kell az Amerika-ellenes érzelmeket, az USA-n belül az orosz titkosszolgálatok segítségével gerjeszteni kell a belső feszültségeket, bátorítva minden etnikai, társadalmi és faji konfliktust, a disszidens mozgalmakat, szektákat. Támogatni kell továbbá az amerikai izolacionizmus politikai tendenciáit.

## Fordítás
- Ez a szócikk részben vagy egészben  a   Foundations of Geopolitics című angol Wikipédia-szócikk ezen változatának fordításán alapul.  Az eredeti cikk szerkesztőit annak laptörténete sorolja fel. Ez a jelzés csupán a megfogalmazás eredetét és a szerzői jogokat jelzi, nem szolgál a cikkben szereplő információk forrásmegjelöléseként.